# Order of the Leech
Order of the Leech — десятый студийный альбом британской грайндкор-группы Napalm Death, выпущен в октябре 2002 года.

## Об альбоме
Запись альбома происходила весной-летом 2002 года в английских студиях Parkgate и Chapel под руководством продюсеров Расса Расселла и Саймона Эфеми (последний в частности известен по работам с Tool и Paradise Lost). Дизайн обложки принадлежит Мику Кенни из группы Anaal Nathrakh.
Несмотря на то, что гитарист Джесси Пинтадо тогда ещё номинально входил в состав группы, все его функции выполнял Митч Харрис (вторая гитара). Альбом считается одним из самых агрессивных, в том числе и в плане текстов, и самым быстрым в истории группы (о чём заявляли и сами музыканты). Пиковая скорость ударных по сравнению с альбомом «From Enslavement To Obliteration» выше в полтора раза.
Последняя песня «The Great Capitulator» реально длится 2 минуты 49 секунд. Далее идёт тишина, вплоть до 9:56. В 9:57 о себе заявляет один из фанатов.

## Список композиций
1. «Continuing War on Stupidity» — 3:11
2. «The Icing on the Hate» — 3:10
3. «Forced to Fear» — 3:34
4. «Narcoleptic» — 2:28
5. «Out of Sight Out of Mind» — 3:00
6. «To Lower Yourself (Blind Servitude)» — 3:02
7. «Lowest Common Denominator» — 3:19
8. «Forewarned Is Disarmed?» — 2:25
9. «Per Capita» — 2:54
10. «Farce and Fiction» — 2:47
11. «Blows to the Body» — 3:14
12. «The Great Capitulator» — 11:35

В японском издании альбома и издании на виниле присутствуют два бонус-трека — «Terror Rain» и «Thaw» (кавер-версии композиций группы Septic Death).

## Участники записи
- Марк «Барни» Гринуэй — вокал
- Шэйн Эмбери — бас
- Митч Харрис — гитара, дополнительный вокал
- Джесси Пинтадо — гитара (номинально)
- Дэнни Эррера — барабаны